# Bernd Kuretitsch

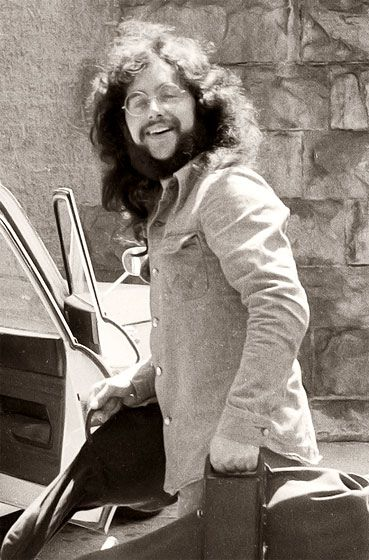
Bernd Kuretitsch (Anfang der 1970er Jahre)

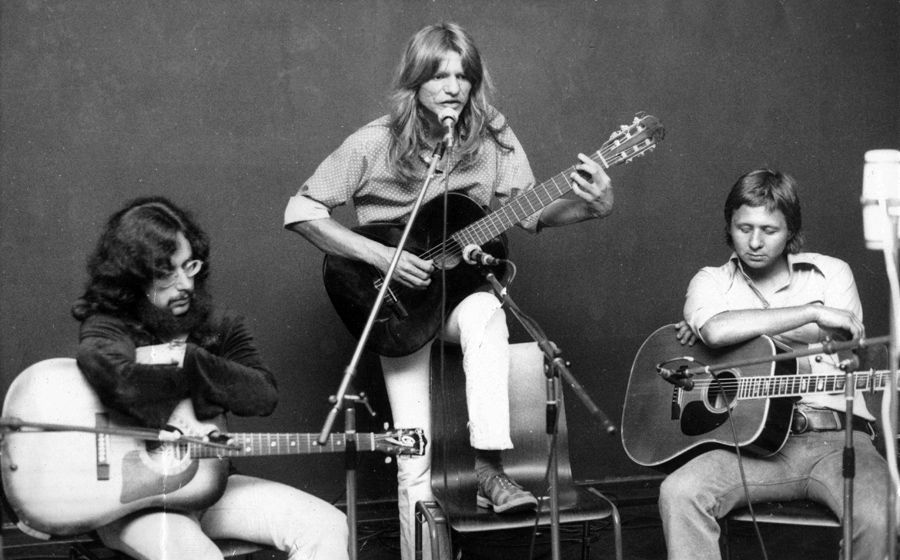
Kuretitsch, Lassahn & Virch (frühe 1970er Jahre)

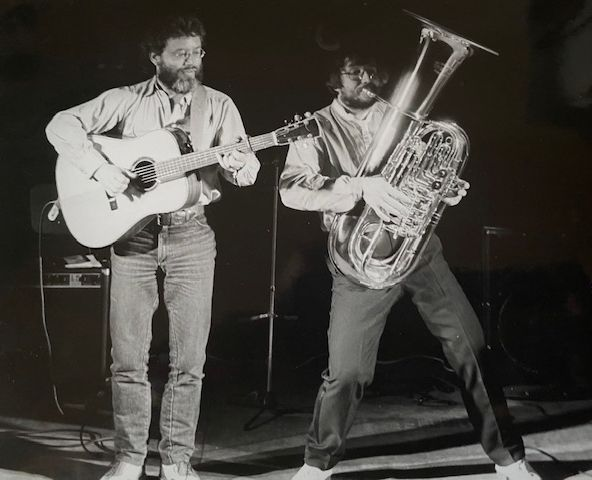
Kuretitsch & Kompa (1980)

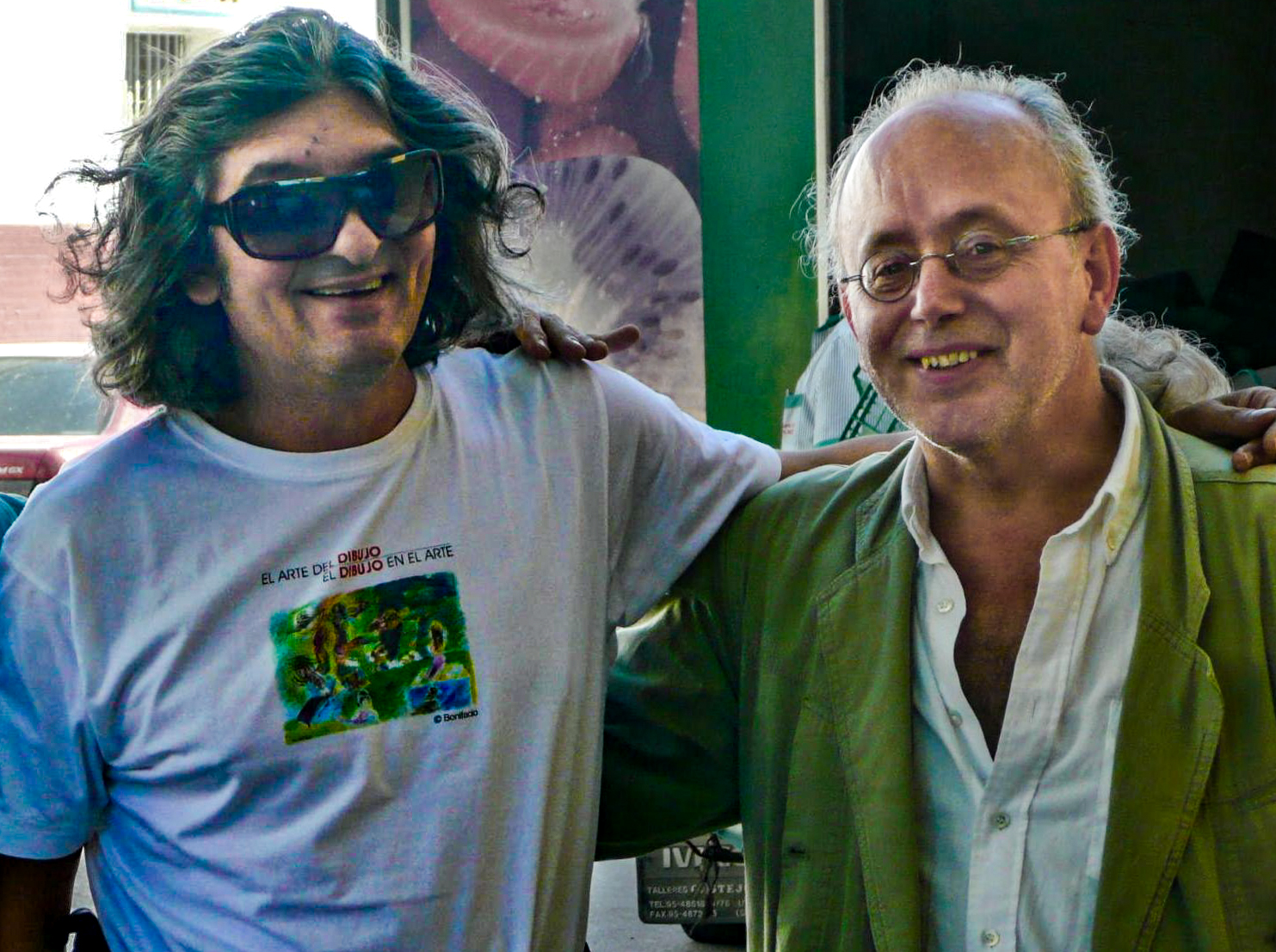
Bernd Kuretitsch (rechts) und der andalusische Flamencogitarrist Moraíto Chico II (2007)

Bernd Kuretitsch (offiziell Ernst Bernhard Kuretitsch, geboren 20. Juli 1950 in Oelde/Westfalen; gestorben 12. Mai 2012 in Wiesbaden-Erbenheim) war ein deutscher Liedermacher und Musikpädagoge (Gitarre und Flamencogitarre).

## Jugend und Ausbildung
Bernd Kuretitsch wurde als zweiter Sohn des Tischlers Ernst Kuretitsch und seiner Ehefrau Hedwig Kuretitsch (geb. Schäfer) in Oelde geboren und wuchs dort mit einer Schwester und zwei Brüdern auf. Nach der Einschulung 1957 besuchte er ab 1961 das Gymnasium Johanneum – Die Loburg in Ostbevern; es war vorgesehen, ihn katholischer Priester werden zu lassen. Autodidaktisch brachte er sich dort neben dem Musikunterricht das Gitarrespielen bei.
Nach dem Abitur 1971 begann Kuretitsch ein Studium der Pädagogik an der Philipps-Universität in Marburg. 1973 wechselte er an die Johannes Gutenberg-Universität Mainz, wo er sein Studium der Musikwissenschaft (Klavier, Querflöte und Gitarre) 1980 als Musikpädagoge mit dem Staatsexamen (mit Auszeichnung) abschloss.

## Karriere als Musiker
Bereits während der Schulzeit gründete Kuretitsch 1967 die Schulband The College Convocation und war als Musiker (Gitarre) unter der Leitung des Komponisten Paul Burkhard an der Produktion der Langspielplatten Kindermesse (1968, Loburg), Jugendmesse (1971, Loburg) und D Zäller Ooschtere (1972, in der Kirche von Zell/Schweiz) beteiligt. Den Kontakt mit Burkhard hielt Kuretitsch auch während seines Studiums und bis zu Burkhards Tod aufrecht.
Während des Studiums in Marburg lernte er Bernhard Lassahn und Erich Virch kennen. Durch Erfolge des Trios und den Kontakt mit Lassahn gründete Burkhard Ihme 1974 den Fan-Club Kuretitsch, Lassahn & Virch. Später sangen und spielten Kuretitsch & Virch als Duo. Ab dem gemeinsamen Wechsel nach Mainz arbeiteten Kuretitsch & Virch 1974 regelmäßig für das ZDF-Jugendmagazin Schüler-Express, wobei sie die Musik dazu in einem Studio in Wiesbaden produzierten. Weitere Auftritte fanden im Mainzer Unterhaus statt, beispielsweise mit Liedern in einem Stück von Carl-Friedrich Krüger. Auch traten sie öfter live im Saarländischen Rundfunk, im WDR und bei Radio Bremen (Bremer Container) auf. Periodisch gaben sie deutschlandweit Konzerte, beispielsweise im Club Voltaire in Tübingen und im Sinkkasten in Frankfurt.
Ab Sommer 1980 tat sich Kuretitsch (Gesang, Gitarre, E-Bass, Klavier, Komposition) mit Bernhard Kompa (Gesang, Klavier, Geige, Tuba, Akkordeon) zusammen. Das Duo Kuretitsch & Kompa gab bis 1985 Konzerte in der ganzen Bundesrepublik (beispielsweise beim Bardentreffen in Nürnberg) und für das Goethe-Institut in Paris, Rennes und Manchester. In dieser Zeit produzierte das Duo die Single Ein Jahr Garantie/Die Frauen aus der Fremde und die LP Diese mörderische Stille (Texte B. Lassahn) im Pläne Verlag.
Ab Januar 1981 und bis 2012 war Kuretitsch Musikpädagoge für Gitarrenunterricht an der Musikschule Nieder-Olm. In den 1980er Jahren erfolgten Reisen nach Spanien, die sein Interesse an der Spielweise der Flamencogitarre weckten und ihn zu einigen Kompositionen mit andalusischen Flair inspirierten. Kuretitschs bekanntester Schüler ist der Gitarrist Lukas/Luqas Bonewitz, Enkel von Herbert Bonewitz. In den 2000er Jahren gaben Lehrer und Schüler unter dem Namen Los Saleros gemeinsame Konzerte. Kuretitsch hinterließ Bonewitz musikalische Fragmente, die dieser in neue Kompositionen (Rumba de Eva, Schattenspiel) einfließen ließ.

## Privatleben
Bernd Kuretitsch war verheiratet. Er starb im Mai 2012 an den Folgen eines Schlaganfalls.

## Diskografie
- Kindermesse (1968), Jugendmesse (1971) und D Zäller Ooschtere (1972, in der Kirche von Zell/Schweiz); als Musiker unter der Leitung von Paul Burkhard.
- Wir Liedermacher/Ich wollte so wie Tarzan sein, Kuretitsch, Lassahn & Virch, Single, Songbird (Schott Music)[12] (1975)[13]
- Ein Jahr Garantie/Die Frauen aus der Fremde, Kuretitsch & Kompa, Single, Verlag Pläne (1983)[14]
- Diese Mörderische Stille, Kuretitsch & Kompa, Langspielplatte aufgenommen in Hamburg, Volksparkstudio, Verlag Pläne, (1984)[15]